# パトリック・ビスマス
- パトリック・ビスミュート
- パトリック・ビスムート
- パトリック・ビスムス

パトリック・ビスマス（Patrick Bismuth, 1954年12月15日 - ）は、チュニジア出身のヴァイオリン奏者。
チュニスの生まれ。パリ音楽院でローラン・シャルミーとジャック・デュモンの各氏にヴァイオリンを師事し、クレール・ベルナール、アルベルト・リジー、ティボール・ヴァルガの各氏にも学んだ。ルイ・ティリーやジャン＝クロード・マルゴワールの知己を得て古楽器奏法に通じるようになった。1993年から1998年までパリ音楽院でヴァイオリンの古楽器奏法の講座を受け持ち、その後はヴェルサイユ音楽院などで教鞭をとる。1995年にはアトランティス弦楽四重奏団を結成している。